# Sotoportego

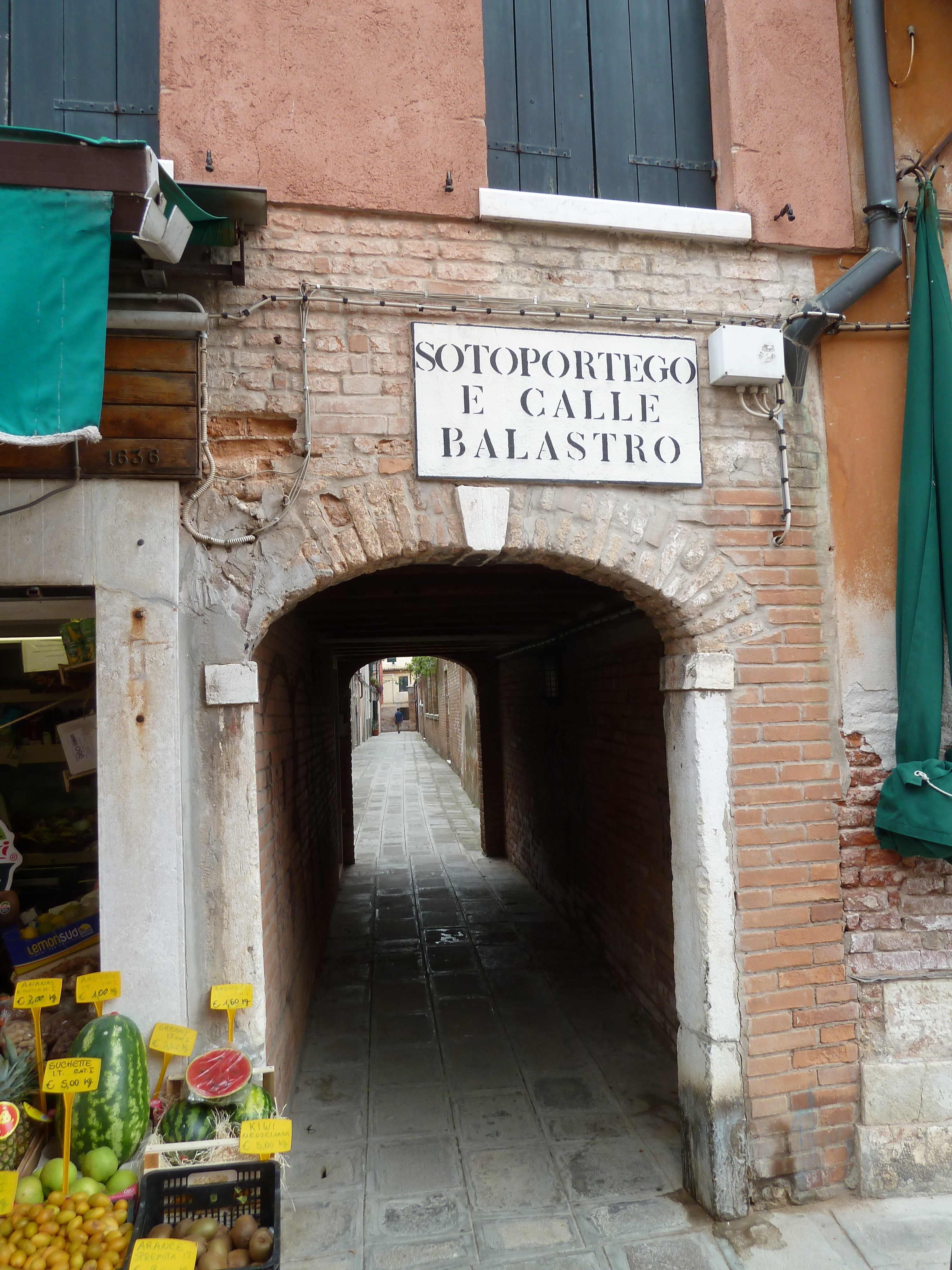
Sotoportego balastro.

Los sotoporteghi (sing. sotoportego) son los pasajes típicos de Venecia, generalmente vías pequeñas, estrechas y cubiertas por edificios. Se usan como atajo entre calles o también es común que sean la entrada a patios vecinales, llamadas corte.
Se distinguen tres tipos básicos:
- el sotopòrtego que une una calle o una corte con otra calle, un campo o una fondamenta;
- el sotopòrtego que discurre directamente sobre un rio, a menudo en conjunción con una riva o un desembarcadero de embarcaciones; Sotopòrtego que desemboca en un rio
- el sotopòrtego que flanquea el camino de un rio, creando así un tramo de fondamenta cubierta y permitiendo la continuidad del sistema viario.